# Cohors I Breucorum

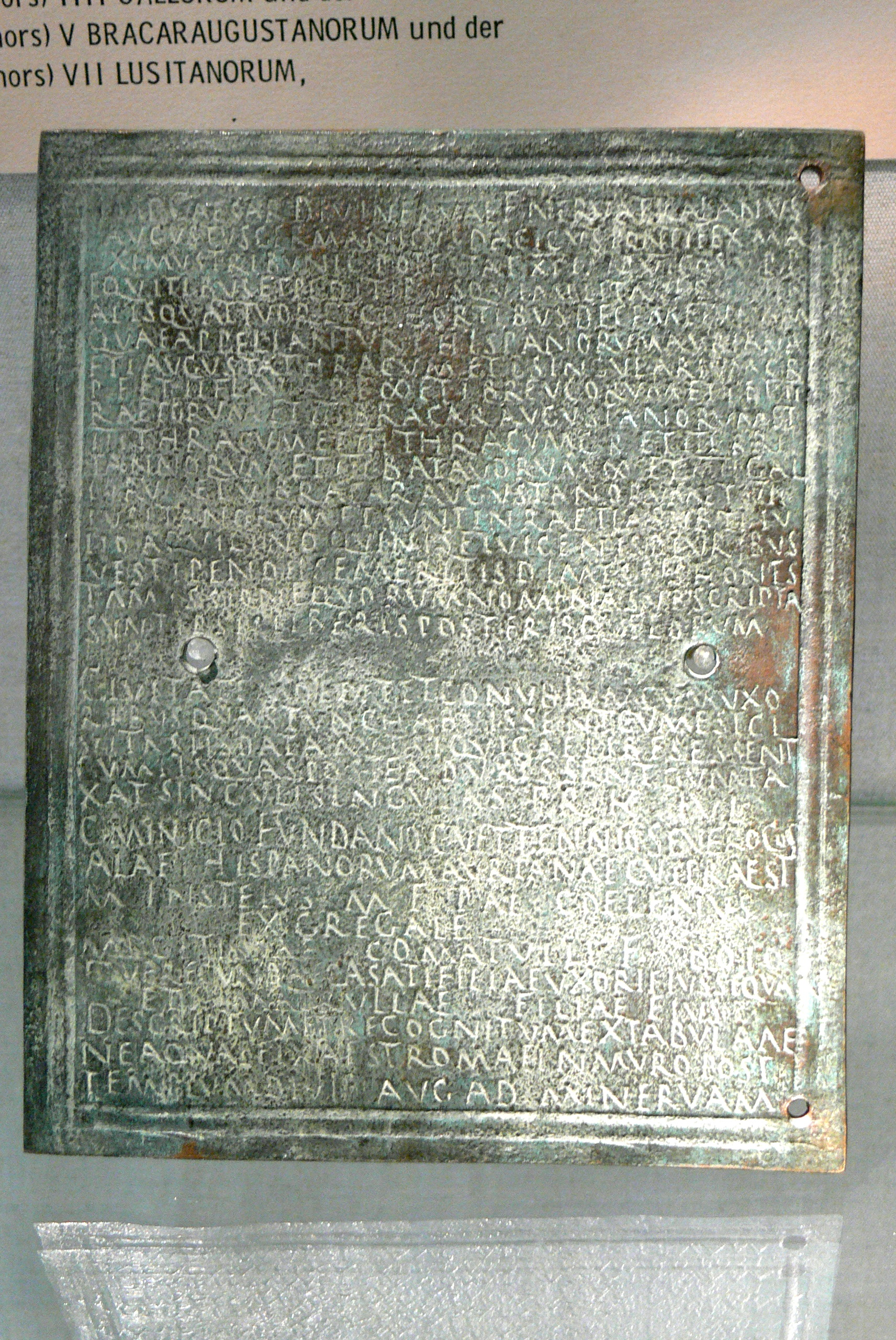
Das Militärdiplom des Mogetissa vom 30. Juni 107 n. Chr.

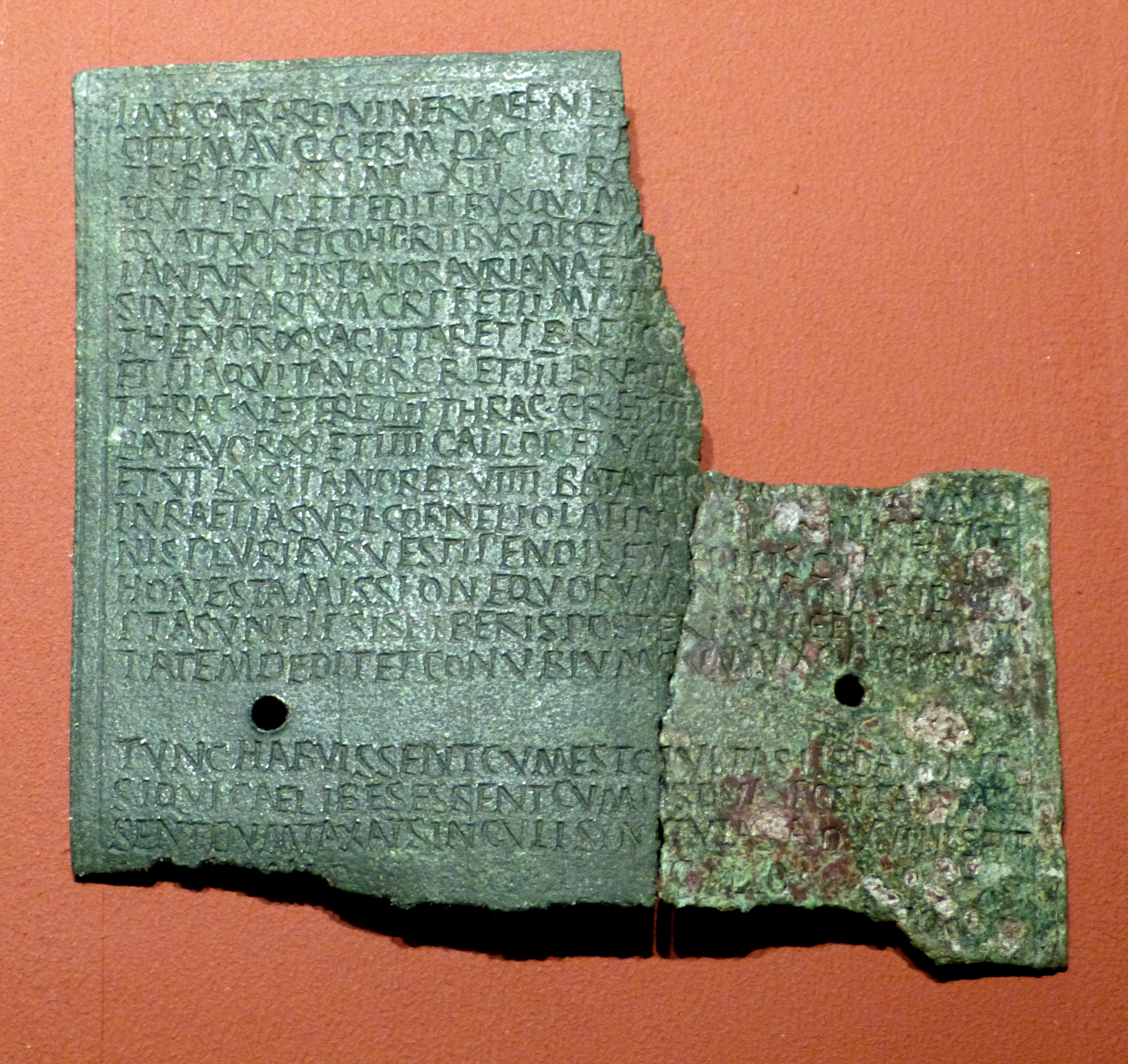
Das Militärdiplom vom 16. August 116

Die Cohors I Breucorum [civium Romanorum] [Antoniniana] [Valeria Victrix] [bis torquata] [ob virtutem appellata] [equitata] (deutsch 1. Kohorte der Breuker [der römischen Bürger] [die Antoninianische] [die Starke und Siegreiche] [zweimal mit Torques ausgezeichnet] [für Tapferkeit ausgezeichnet] [teilberitten]) war eine römische Auxiliareinheit. Sie ist durch Militärdiplome und Inschriften belegt.

## Namensbestandteile
- Breucorum: [der] Breuker. Die Soldaten der Kohorte wurden bei Aufstellung der Einheit aus dem illyrischen Volk der Breuker auf dem Gebiet der römischen Provinz Pannonia rekrutiert.
- civium Romanorum: der römischen Bürger bzw. mit römischem Bürgerrecht. Den Soldaten der Einheit war das römische Bürgerrecht zu einem bestimmten Zeitpunkt verliehen worden. Für Soldaten, die nach diesem Zeitpunkt in die Einheit aufgenommen wurden, galt dies aber nicht. Sie erhielten das römische Bürgerrecht erst mit ihrem ehrenvollen Abschied (Honesta missio) nach 25 Dienstjahren. Der Zusatz kommt in Militärdiplomen von 116 bis 159/160 vor.
- Antoniniana: die Antoninianische. Eine Ehrenbezeichnung, die sich auf Caracalla (211–217) bezieht. Der Zusatz kommt in den Inschriften (CIL 3, 11934, CIL 3, 11935) vor.
- Valeria Victrix: die Starke und Siegreiche. Der Zusatz kommt in den Inschriften (CIL 3, 11931, CIL 3, 11932) vor.
- bis torquata: zweimal mit Torques ausgezeichnet. Der Zusatz kommt in den Inschriften (CIL 3, 11931, CIL 3, 11932) vor. Die Einheit gehört neben der Cohors I Lepidiana und der Cohors III Thracum zu den 3 Hilfstruppenkohorten, denen diese Auszeichnung verliehen wurden.[1]
- ob virtutem appellata: für Tapferkeit ausgezeichnet. Der Zusatz kommt in den Inschriften (CIL 3, 11931, CIL 3, 11932) vor.
- equitata: teilberitten. Die Einheit war ein gemischter Verband aus Infanterie und Kavallerie. Der Zusatz kommt in der Inschrift (CIL 5, 875) vor.

Da es keine Hinweise auf den Namenszusatz milliaria (1000 Mann) gibt, war die Einheit eine Cohors (quingenaria) equitata. Die Sollstärke der Kohorte lag bei 600 Mann (480 Mann Infanterie und 120 Reiter), bestehend aus 6 Centurien Infanterie mit jeweils 80 Mann sowie 4 Turmae Kavallerie mit jeweils 30 Reitern.

## Geschichte
Die Kohorte war in der Provinz Raetia stationiert. Sie ist auf Militärdiplomen für die Jahre 86 bis 167/168 n. Chr. aufgeführt.
Die Einheit wurde vermutlich unter Augustus auf Grund des Pannonischen Aufstands aufgestellt. Sie war wohl in der frühen flavischen Zeit in der Provinz Germania stationiert.
Der erste Nachweis in Raetien beruht auf einem Militärdiplom, das auf das Jahr 86 n. Chr. datiert ist. In dem Diplom wird die Kohorte als Teil der Truppen (siehe Römische Streitkräfte in Raetia) aufgeführt, die in der Provinz stationiert waren. Weitere Diplome, die auf 107 bis 167/168 datiert sind, belegen die Einheit in derselben Provinz.
Der letzte Nachweis der Einheit beruht auf den Inschriften (CIL 3, 11934, CIL 3, 11935), die auf 211 datiert werden.

## Standorte
Standorte der Kohorte in Raetia waren möglicherweise:
- Böhming: Der Kommandeur der 1. Breukerkohorte aus Pfünz, Aelius Fortis, der gleichzeitig Centurio der III. Italischen Legion war, leitete die Schlussarbeiten zum 181 n. Chr. vollendeten Steinausbau des Kastells.[5]
- Burghöfe: Die Einheit war möglicherweise zwischen 41/54 und 106/117 in Burghöfe stationiert.
- Nassenfels: Die Einheit könnte hier in domitianischer Zeit um 90 n. Chr. bis zu ihrer Vorverlegung nach Pfünz in Garnison gelegen haben.[6]
- Pfünz: Die Einheit war wahrscheinlich bis zur Aufgabe des raetischen Limes um 254 in Pfünz stationiert.[7]

## Angehörige der Kohorte
Folgende Angehörige der Kohorte sind bekannt.

### Kommandeure
| - []us Celsus, ein Präfekt (CIL 5, 7153) - [] Rufinus (CIL 7, 1054) - Aelius Fortis, ein Centurio der Legio III Italica und Praepositus der Kohorte - Gaius Geminius Priscus, ein Präfekt - Gaius Minicius Italus, ein Präfekt | - Lucius Alfius Restitutus, ein Präfekt - M(arcus) Aulius Albinus, ein Präfekt (CIL 10, 4619) - Marcus Tullius Liberalis, ein Präfekt - P(ublius) Ael(ius) Blandus, ein Präfekt (um 180/192) (CIL 14, 2947) - Publius Crepereius Verecundus, ein Präfekt |

### Sonstige
| - Alpinus, ein Reiter (CIL 3, 11938) - Calvus, ein Centurio (CIL 3, 11939) - Cerinus, ein Soldat (CIL 3, 13558) - Crispus, ein Centurio (CIL 3, 11937) - Flavus, ein Decurio (CIL 3, 11938, CIL 3, 11939) - Iul(ius) Maximus, ein Decurio (CIL 3, 11929) - Mansuetus, ein Centurio (CIL 3, 13558) | - Memor, ein Centurio (CIL 3, 13558) - Norbanus, ein Soldat (CIL 3, 11939) - Paternus, ein Soldat (CIL 3, 11937) - Patru(inus), ein Centurio (CIL 3, 13558) - Tertius, ein Soldat (CIL 3, 13558) - Victor, ein Curator (CIL 3, 11939) |